# Brenthia elongata
Brenthia elongata là một loài bướm đêm thuộc họ Choreutidae. Loài này có ở Puerto Rico và quần đảo Virgin.
Chiều dài cánh trước khoảng 4 mm đối với con đực và 3.5-3.7 mm đối với con cái.
Ấu trùng có thể ăn Paullinia pinnata.